# Plagiostachys nicobarica
Plagiostachys nicobarica är en enhjärtbladig växtart som beskrevs av M.Sabu, Sanoj och Prasanthk. Plagiostachys nicobarica ingår i släktet Plagiostachys och familjen Zingiberaceae.
Artens utbredningsområde är Nicobarerna. Inga underarter finns listade i Catalogue of Life.